# Impages
Impages is een geslacht van weekdieren uit de klasse van de Gastropoda (slakken).

## Soorten
- Impages anomala (Gray, 1834)
- Impages apicitincta (G. B. Sowerby III, 1900)
- Impages bacillus (Deshayes, 1859)
- Impages cernohorskyi (Burch, 1965)
- Impages cinerea (Born, 1778)
- Impages continua (Deshayes, 1859)
- Impages escondida Terryn, 2006
- Impages marqueti (Aubry, 1994)
- Impages maryleeae (R. D. Burch, 1965)
- Impages nana (Deshayes, 1859)
- Impages nassoides (Hinds, 1844)
- Impages salleana (Deshayes, 1859)
- Impages stylata (Hinds, 1844)
- Impages trilineata Bozzetti, 2008